# Rabbi Jannai
Rabbi Jannai (auch: Jannaj) war ein palästinischer Amoräer der 1. Generation (um 230–250 n. Chr.), der gleichermaßen bedeutend sowohl auf dem Gebiet der Halacha als auch der Aggada war.
Jannai war der Vater von Rabbi Dostai, Schwiegervater des Ammi und wohnte vermutlich in Sepphoris. Er gründete nicht weit von Sepphoris, in Akbara (südl. von Safed), ein Lehrhaus (debe R. Jannaj oder Bet R. Jannaj), das er – er war sehr wohlhabend – auch unterhielt.
Jannai war ein Schüler Chijjas und Lehrer von Jochanan (pal. Kil. VIII., 1; b. Jew. 92b; Ber. 30b; Tanch. zu Schofetim) sowie vermutlich auch von Resch Lakisch.
Bekannt wurde er vor allem als Teilnehmer einer Kontroverse über angebliche Schriften König Salomos bzw. deren Abfolge, während der er argumentierte, dass das Buch Kohelet das letzte von Salomo geschriebene sei.
Kennzeichnend für Jannai sind folgende seiner vielen Aussprüche: 
- „Wehe dem, der noch keine Wohnung hat und sich schon das Tor zur Wohnung macht“ (bei dem also nicht die Gottesfurcht dem Torastudium vorangeht; b. Sabb. 31b).
- „Der Mensch soll sich nicht in der Hoffnung auf ein Wunder in Gefahr bringen“ (b. Sabb. 32a).
- Als Jannai einmal sah, wie jemand einem Armen öffentlich eine Gabe reichte, sagte er: „Es wäre besser, du hättest ihm nichts gegeben, als dass du ihn beschämst“ (b. Chag. 5a).

Jannai erreichte vermutlich ein hohes Alter und hatte einige Söhne, von denen er sich wünschte, in farbigen Kleidern begraben zu werden, weder in weißen noch in schwarzen (weiße Kleidung wäre unpassend, sollte er schuldig befunden werden, schwarze wäre unpassend, sollte er als gerecht empfunden werden und dann ein Trauernder unter Bräutigamen sein - bSabb. 114a).
Zur Unterscheidung von seinem gleichnamigen Enkel (R. Jannai Ze'ira) wurde er auch Sabba (der Alte) genannt.